# FA Women's Championship 2018-2019
La FA Women's Championship 2018-2019 è stata la prima edizione del campionato femminile dell'FA Women's Championship, la seconda serie femminile in Inghilterra, ripresa dalla FA WSL2, fondata nel 2014. Il Manchester United e il Tottenham hanno guadagnato il diritto di chiedere l'ammissione in FA Women's Super League.

## Stagione

### Novità
A seguito della ristrutturazione del calcio femminile inglese, le squadre partecipanti sia alla FA Women's Super League sia alla FA Women's Championship devono possedere un'opportuna licenza di partecipazione. A tutte le squadre partecipanti alle due serie per la stagione 2017-2018 venne offerta la possibilità di richiedere una licenza. Delle dieci squadre partecipanti alla FA Women's Super League 2 2017-2018 tutte ottennero la licenza eccetto il Brighton & Hove che ottenne la licenza di partecipazione alla FA Women's Super League 2018-2019, mentre l'Oxford United e il Watford non ne fecero richiesta. Ulteriori cinque applicazioni vennero accettate per la partecipazione alla FA Women's Championship, ossia quelle del Manchester United, del Lewes, del Leicester City, dello Sheffield Utd e del Charlton Athletic, quest'ultimo vincitore dei play-off della FA Women's National League. Il 24 giugno 2018 lo Sheffield rinunciò alla partecipazione a causa dei costi troppo elevati. Analoga decisione venne comunicata dal Doncaster Rovers Belles il 12 luglio 2018. Di conseguenza, un ulteriore posto venne assegnato al Crystal Palace.

### Formula
Le undici squadre partecipanti si affrontano in un girone all'italiana con partite di andata e ritorno, per un totale di 20 giornate. Le prime due classificate vengono promosse in FA Women's Super League, previo ottenimento della licenza di partecipazione.

## Squadre partecipanti
| Club               | Città       | Stadio                   | Stagione precedente   |
| ------------------ | ----------- | ------------------------ | --------------------- |
| Aston Villa        | Tamworth    | The Lamb Ground          | 9º posto in FA WSL 2  |
| Charlton Athletic  | Thamesmead  | Bayliss Avenue           | 1º posto in WPL South |
| Crystal Palace     | Bromley     | Hayes Lane               | 3º posto in WPL South |
| Durham             | Durham      | New Ferens Park          | 4º posto in FA WSL 2  |
| Leicester City     | Quorn       | Farley Way Stadium       | 2º posto in WPL North |
| Lewes              | Lewes       | The Dripping Pan         | 5º posto in WPL South |
| London Bees        | Canons Park | The Hive Stadium         | 6º posto in FA WSL 2  |
| Manchester United  | Leigh       | Leigh Sports Village     |                       |
| Millwall Lionesses | Bermondsey  | St. Paul's Sports Ground | 3º posto in FA WSL 2  |
| Sheffield Utd      | Sheffield   | Olympic Legacy Park      | 3º posto in WPL North |
| Tottenham          | Cheshunt    | Cheshunt Stadium         | 7º posto in FA WSL 2  |

## Classifica finale
|  | Pos. | Squadra            | Pt | G  | V  | N | P  | GF | GS | DR  |
|  | ---- | ------------------ | -- | -- | -- | - | -- | -- | -- | --- |
|  | 1.   | Manchester United  | 55 | 20 | 18 | 1 | 1  | 98 | 7  | +91 |
|  | 2.   | Tottenham          | 46 | 20 | 14 | 2 | 4  | 44 | 27 | +17 |
|  | 3.   | Charlton Athletic  | 41 | 20 | 13 | 2 | 5  | 49 | 21 | +28 |
|  | 4.   | Durham             | 39 | 20 | 11 | 6 | 3  | 37 | 16 | +21 |
|  | 5.   | Sheffield Utd      | 34 | 20 | 11 | 1 | 8  | 35 | 31 | +4  |
|  | 6.   | Aston Villa        | 26 | 20 | 6  | 8 | 6  | 30 | 39 | -9  |
|  | 7.   | Leicester City     | 21 | 20 | 6  | 3 | 11 | 27 | 44 | -17 |
|  | 8.   | London Bees        | 21 | 20 | 7  | 0 | 13 | 23 | 48 | -25 |
|  | 9.   | Lewes              | 17 | 20 | 5  | 2 | 13 | 23 | 47 | -24 |
|  | 10.  | Crystal Palace     | 11 | 20 | 3  | 2 | 15 | 14 | 44 | -30 |
|  | 11.  | Millwall Lionesses | 5  | 20 | 1  | 2 | 17 | 14 | 70 | -56 |

Legenda:
      Promossa in FA Women's Super League 2019-2020
Note:
Tre punti a vittoria, uno a pareggio, zero a sconfitta.

## Risultati

### Tabellone
|                    | Ast  | Cha  | Cry  | Dur  | Lei  | Lew  | Lon  | Man  | Mil  | She  | Tot  |
| ------------------ | ---- | ---- | ---- | ---- | ---- | ---- | ---- | ---- | ---- | ---- | ---- |
| Aston Villa        | –––– | 2-0  | 0-0  | 0-0  | 0-0  | 2-2  | 1-3  | 0-12 | 2-0  | 5-1  | 1-1  |
| Charlton Athletic  | 2-0  | –––– | 2-1  | 2-2  | 4-0  | 4-1  | 2-0  | 1-2  | 3-0  | 2-0  | 2-3  |
| Crystal Palace     | 1-3  | 1-4  | –––– | 0-2  | 0-2  | 0-3  | 1-0  | 0-5  | 3-1  | 0-1  | 1-2  |
| Durham             | 2-2  | 2-2  | 2-0  | –––– | 0-2  | 5-0  | 1-0  | 3-1  | 1-0  | 1-2  | 0-2  |
| Leicester City     | 1-1  | 0-4  | 2-3  | 1-1  | –––– | 4-0  | 4-2  | 0-7  | 3-2  | 1-2  | 0-3  |
| Lewes              | 1-1  | 0-2  | 2-1  | 0-1  | 4-3  | –––– | 0-2  | 0-2  | 2-0  | 0-3  | 1-3  |
| London Bees        | 1-5  | 1-2  | 2-1  | 0-1  | 2-1  | 3-2  | –––– | 0-5  | 2-1  | 2-0  | 0-3  |
| Manchester Utd     | 5-0  | 3-0  | 7-0  | 0-0  | 6-1  | 5-0  | 9-0  | –––– | 8-0  | 3-0  | 4-1  |
| Millwall Lionesses | 1-3  | 0-8  | 1-1  | 1-5  | 1-2  | 0-3  | 3-1  | 0-5  | –––– | 1-1  | 2-3  |
| Sheffield Utd      | 4-1  | 2-3  | 2-0  | 0-2  | 1-0  | 3-2  | 4-1  | 0-4  | 6-0  | –––– | 1-2  |
| Tottenham          | 2-1  | 1-0  | 1-0  | 1-6  | 1-0  | 3-0  | 2-1  | 1-5  | 8-0  | 1-2  | –––– |

## Statistiche

### Classifica marcatrici
Fonte: sito ufficiale.
| Gol | Rigori |  | Giocatore         | Squadra           |
| --- | ------ |  | ----------------- | ----------------- |
| 16  |        |  | Jessica Sigsworth | Manchester United |
| 15  |        |  | Rianna Dean       | Tottenham         |
| 14  |        |  | Elizabeta Ejupi   | Charlton Athletic |
| 14  |        |  | Ella Toone        | Manchester United |
| 13  |        |  | Mollie Green      | Manchester United |
| 13  |        |  | Lauren James      | Manchester United |
| 12  |        |  | Kit Graham        | Charlton Athletic |
| 11  | 1      |  | Katie Zelem       | Manchester United |
| 8   |        |  | Jodie Hutton      | Aston Villa       |
| 8   |        |  | Jade Pennock      | Sheffield United  |
| 8   | 1      |  | Elizabeth Hepple  | Durham            |